# Trận sông Ailette (1918)
Trận sông Ailette là một trận đánh trong cuộc Tổng tấn công Một trăm ngày trên Mặt trận phía Tây thời Chiến tranh thế giới thứ nhất, đã diễn ra từ tháng 9 cho đến tháng 10 năm 1918, ở các bờ của sông Ailette giữa Laon và Soissons (Aisne).

## Diễn biến trận đánh
Mặc dù đây là một trận chiến phần lớn không được biết đến, giao tranh giữa quân đội Pháp và Đức đã diễn ra quyết liệt từ tháng 8 đến tháng 9 năm 1918, để giành quyền kiểm soát sông Ailette, trước khi quân Pháp làm chủ được sông này vào tháng 10.

## Hệ quả
Vào tháng 10 năm 1918, quân đội Đế quốc Đức bị buộc phải triệt thoái khỏi mọi lãnh thổ mà họ chinh phạt vào năm 1914. Phe Hiệp ước đã đẩy lùi quân Đức trên suốt tuyến đường sắt liên kết giữa Metz và Bruges – vốn đã cung cấp tiếp tế cho mặt trận của họ trong phần lớn cuộc chiến tranh. Khi quân đội phe Hiệp ước tiến đến tuyến này, người Đức bị buộc phải bỏ một số lượng ngày càng lớn trang bị nặng và tiếp tế ngày càng lớn, khiến cho tinh thần và khả năng kháng cự của họ càng suy nhược.